# Andersson Ordóñez
Andersson Rafael Ordóñez Valdéz (* 29. Januar 1994 in Guayaquil) ist ein ecuadorianischer Fußballspieler. Der Innenverteidiger steht seit März 2024 bei Club Bolívar unter Vertrag.

## Karriere

### Verein
Ordóñez spielte bereits in seiner Jugend für den Barcelona SC Guayaquil und kam ab Juli 2012 für dessen erste Mannschaft zum Einsatz. Das Jahr 2015 spielte er leihweise beim Ligakonkurrenten CD El Nacional. Insgesamt erzielte Ordóñez in der ecuadorianischen Serie A vier Tore bei 56 Einsätzen und wurde zweimal Meister. Zum 1. Januar 2017 wechselte Ordóñez zum deutschen Bundesligisten Eintracht Frankfurt. Er unterschrieb einen Vertrag bis zum 30. Juni 2020. Am 4. April 2017 debütierte er bei der 0:1-Niederlage gegen den 1. FC Köln in der Bundesliga und kam bis Saisonende auf vier Einsätze.
Zum 1. Januar 2018 wechselte Ordóñez, der in der Hinrunde der Saison 2017/18 kein Pflichtspiel absolviert hatte, zunächst auf Leihbasis bis Sommer 2019 zurück in seine Heimat zu LDU Quito. Anfang Mai 2019 erwarb der Verein per Option schließlich auch die Transferrechte an Ordóñez. In seiner Zeit im Verein gewann er bis zum Jahr 2021 insgesamt drei nationale Titel, bevor er Anfang 2022 für zwei Spielzeiten zum Ligarivalen CD Universidad Católica wechselte. Seit dem 29. März 2024 steht Ordóñez nun beim bolivianischen Vizemeister Club Bolívar unter Vertrag.

### Nationalmannschaft
Ordóñez nahm mit der ecuadorianischen U20-Nationalmannschaft im Frühjahr 2013 an der U20-Südamerikameisterschaft in Argentinien teil. Dort kam er in sechs Spielen seiner Mannschaft zum Einsatz und erreichte mit ihr die Finalrunde.

## Erfolge
- Ecuadorianischer Meister: 2012, 2016, 2018
- Ecuadorianischer Pokalsieger: 2019
- Ecuadorianischer Superpokalsieger: 2020